# Танака Шіґего
Танака Шіґего (яп. 田中茂穂 Tanaka Shigeho, 1878—1974) — японський біолог, вважається батьком японської іхтіології.

## Біографія
Закінчив Токійський університет в 1903 році. Став редактором зоологічного місячнмка японською мовою. У 1910 році заснував іхтіологічний журнал «Gyogaku-Zasshi». У 1913 році почав серію публікацій, в яких описував риби Японії. Серія завершилась в 1930 році і налічувала 48 томів японською та англійською мовами. У публікаціях було описано 287 видів, з них 41 були новими для науки.
Згодом працював професором зоології у Токійському університеті. Опублікував багато робіт про рибу і особливо про акул. Написав книгу «Каталог риб Японії» («A catalogue of the fishes of Japan») у співавторстві з американськими іхтіологами Девідом Стар Джорданом (1851—1931) і Джоном Оттербейном Снайдером (1867—1943).